# Dies Bildnis ist bezaubernd schön
Dies Bildnis ist bezaubernd schön (en español, Esta imagen es encantadoramente bella) es un aria de la ópera de 1791 La flauta mágica de Wolfgang Amadeus Mozart, libreto de Emanuel Schikaneder. El aria pertenece al acto I, escena 1 de la ópera. Al Príncipe Tamino acaban de presentársele las Tres Damas con una imagen de la Princesa Pamina, y se enamora instantáneamente de ella. 

## Letra
| Original en alemán | Traducción al español |
| --- | --- |
| Dies Bildnis ist bezaubernd schön Wie noch kein Auge je geseh'n! Ich fühl' es, wie dies Götterbild Mein Herz mit neuer Regung füllt. Dies' etwas kann ich zwar nicht nennen, Doch fühl' ichs hier wie Feuer brennen. Soll die Empfindung Liebe sein? Ja, ja, die Liebe ist's allein. O, wenn ich sie nur finden könnte! O, wenn sie doch schon vor mir stände! Ich würde, würde, warm und rein, Was würde ich? Ich würde sie voll Entzücken An diesen heissen Busen drücken Und ewig wäre sie dann mein. | ¡Esta es la imagen más encantadoramente hermosa que hayan contemplado jamás unos ojos! Lo noto a medida que este retrato divino va llenando mi corazón con una emoción nueva. No puedo expresarla con palabras, pero siento cómo arde en mis entrañas lo mismo que una hoguera . ¿Podría ser amor? ¡Sí, sí! ¡Claro que es amor! Ojalá pudiera encontrarla, Ojalá estuviera ahí, detrás de mí, Yo, yo... con calor y con respeto... ¿Qué es lo que haría? La apretaría, lleno de emoción, contra este pecho ardiente y entonces sería mía para siempre |

Schikaneder escribió la letra en estricto tetrámetro iámbico, medida que usó en numerosos fragmentos de La flauta mágica. La forma estrófica y el esquema de la rima incluye dos cuartetos seguidos por dos tercetos, de este modo:

[AABB][CCDD][EEF][GGF]

## Música
Mozart compuso el aria en mi bemol mayor. Está escrito para dos clarinetes, dos fagotes, dos trompas, cuerdas, y el tenor solista.
Las ideas musicales de Mozart siguen generalmente el esquema del poema de Schikaneder. Presenta una sección de inicio en mi bemol mayor que se corresponde con el primer cuarteto de Schikaneder, una modulación a la tonalidad de la dominante (si bemol mayor) para el segundo cuarteto, una pasaje cromático y modulate para el primer terceto, y un regreso a mi bemol mayor para el último. 
El tercer verso por el final (<<Was würde ich? Ich würde sie voll Entzücken>>) no es un tetrámetro iámbico típico, y puede reflejar un cambio del texto de Mozart, quien ubica una dramática y larga pausa tras la pregunta retórica que se formula Tamino a sí mismo.
La orquesta, en casi toda la pieza, interpreta un discreto acompañamiento al solista. Presenta un solo de clarinetes entre el primer y el segundo cuarteto, y los primeros violines hacen sonar un motivo de treinta y dos notas, que evoca el estallido de las emociones de Tamino, en la tercera sección.

## Estreno y recepción
El aria fue cantada en primer lugar por Benedikt Schack (1758-1826), un amigo de Mozart que interpretó el papel de Tamino en el estreno de la ópera La flauta mágica.
Ha sido interpretada por numerosos tenores destacando principalmente a Fritz Wunderlich, Nicolai Gedda, Francisco Araiza, Alfredo Kraus o Plácido Domingo. Hoy en día pueden reseñarse las interpretaciones de los tenores Piotr Beczala, Jonas Kaufmann o Juan Diego Flórez. 
En la actualidad, esta pieza es interpretada y grabada con asiduidad, tanto junto a La flauta mágica como por separado, en recitales y recopilaciones musicales.